# Steffen Hertwig
Steffen Hertwig (* 2. August 1969 in Heilbronn-Sontheim) ist ein deutscher Politiker (SPD).
Hertwig wuchs in Talheim auf. Der studierte Jurist war beim Künzelsauer Würth-Konzern tätig, zuletzt seit dem Jahr 2007 als Leiter des Bereichs Recht & Compliance der Würth Elektronik Unternehmensgruppe in Niedernhall. Das langjährige SPD-Mitglied Hertwig trat zur Neckarsulmer Oberbürgermeisterwahl offiziell als unabhängiger Kandidat an, wurde aber von den örtlichen Grünen und der SPD unterstützt.
Am 18. September 2016 wurde er im ersten Wahlgang mit 52,5 Prozent der Stimmen zum Oberbürgermeister von Neckarsulm gewählt. Sein Amtsvorgänger Joachim Scholz unterlag nach einer achtjährigen Amtszeit mit 42,9 Prozent der Stimmen. Hertwig trat das Amt am 31. Oktober 2016 an. Bei der Oberbürgermeisterwahl am 22. September 2024 wurde er mit 85,8 Prozent der Stimmen für eine zweite Amtszeit wiedergewählt.